# Josef Brustmann

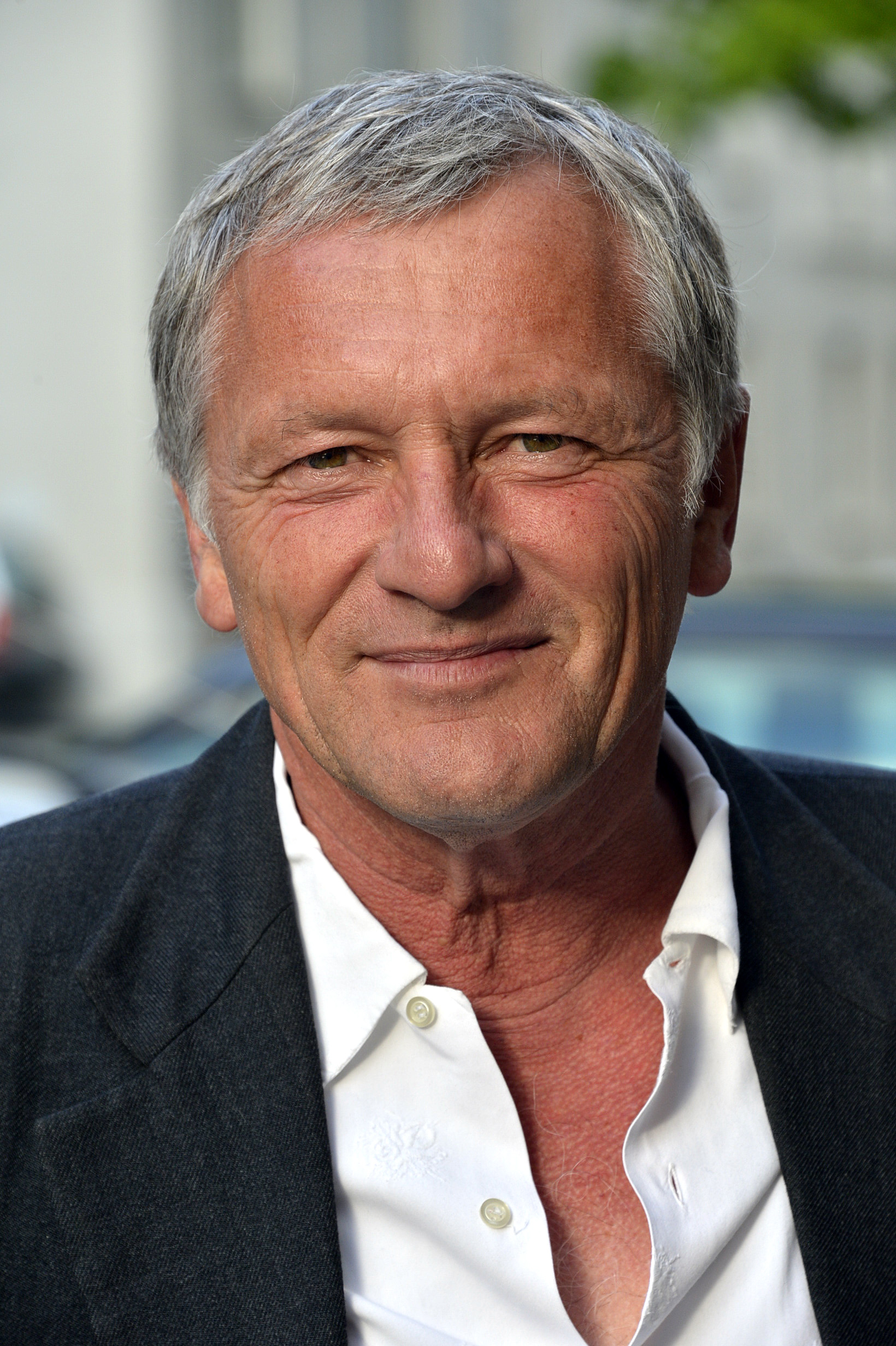
Josef Brustmann, 2012

Josef Brustmann (* 28. Dezember 1954 in Teisendorf) ist ein deutscher Kabarettist.

## Werdegang
Er war das achte von neun Kindern einer mährischen Flüchtlingsfamilie, die regional als musikalische Großfamilie bekannt wurde und alsbald nach Waldram bei Wolfratshausen umzog. Er erlernte die Instrumente Tuba, Kontrabass, Klavier und Cello, studierte Musik an der Münchner Hochschule für Musik und arbeitete zunächst zehn Jahre lang als Musiklehrer an einem Münchener Gymnasium.
Brustmann wurde bekannt als Teil der Kabarettmusikgruppe Bairisch Diatonischer Jodelwahnsinn, bei der er mit Otto Göttler und Monika Drasch von 1993 bis 2001 auftrat;  2002 wurde er in der Gruppe MonacoBagage aktiv.
Seit August 2004 ist er als Solokabarettist unterwegs. Für sein erstes Soloprogramm Leben hinterm Mond in der Münchner Lach- und Schießgesellschaft gewann er den Paulaner Solo+-Kabarett-Wettbewerb 2005. Nicht zuletzt ist er für seine bayerischen Liedtexte  und als Objekt- und Installationskünstler bekannt. 2005 stellte er seine „Objekte und Installationen“ im Niederbayerischen Archäologiemuseum in Landau an der Isar aus.
2006 entwickelte er das Musiktheater „Heimatflimmern“ für das internationale Alpentöne-Festival Altdorf (Schweiz) zusammen mit dem Schweizer Schauspieler Jürg Kienberger und dem österreichischen Musiker Klaus Trabitsch. 2008 konzipierte er das Musiktheater „Franz Schubert - dringend gesucht“ (eine Gemeinschaftsproduktion des Münchner Kulturreferates und des Alpentöne-Festivals Altdorf) mit der Harfenistin Maria Graf, dem Wiener Schauspieler Wolfgang Berger, dem Videokünstler Christoph Brech, der Sängerin Monika Brustmann und Josef Brustmann.
2010 entwickelte er die CD „Sterbelieder fürs Leben“ mit Marianne Sägebrecht, Andy Arnold und Josef Brustmann.
Seit 2010 widmet er sich zusätzlich intensiv der Lyrik: Der erste Gedichtband „Zinkleim“ erschien im Schweizer Verlag „SchwarzHandPresse“ in Zusammenarbeit mit dem Schweizer Künstler Theo Hurter. 2011 verlegte der österreichische Thurnhof-Verlag weitere Gedichte mit Illustrationen der Wiener Künstlerin Käthe Schönle. 2012 erschienen neun Gedichte im Fotoband „Starnberger Seeflimmern“ des Fotografen Edwin Kunz.
2013 wurde er in die Süddeutsche Literatenvereinigung Münchner Turmschreiber aufgenommen.
2022 erfindet sich um ihn die neue Gesangsgruppe „Brustmann-Schäfer-Horn“ mit alten und neuen bayerischen Liedern und unerwarteten Sounds.

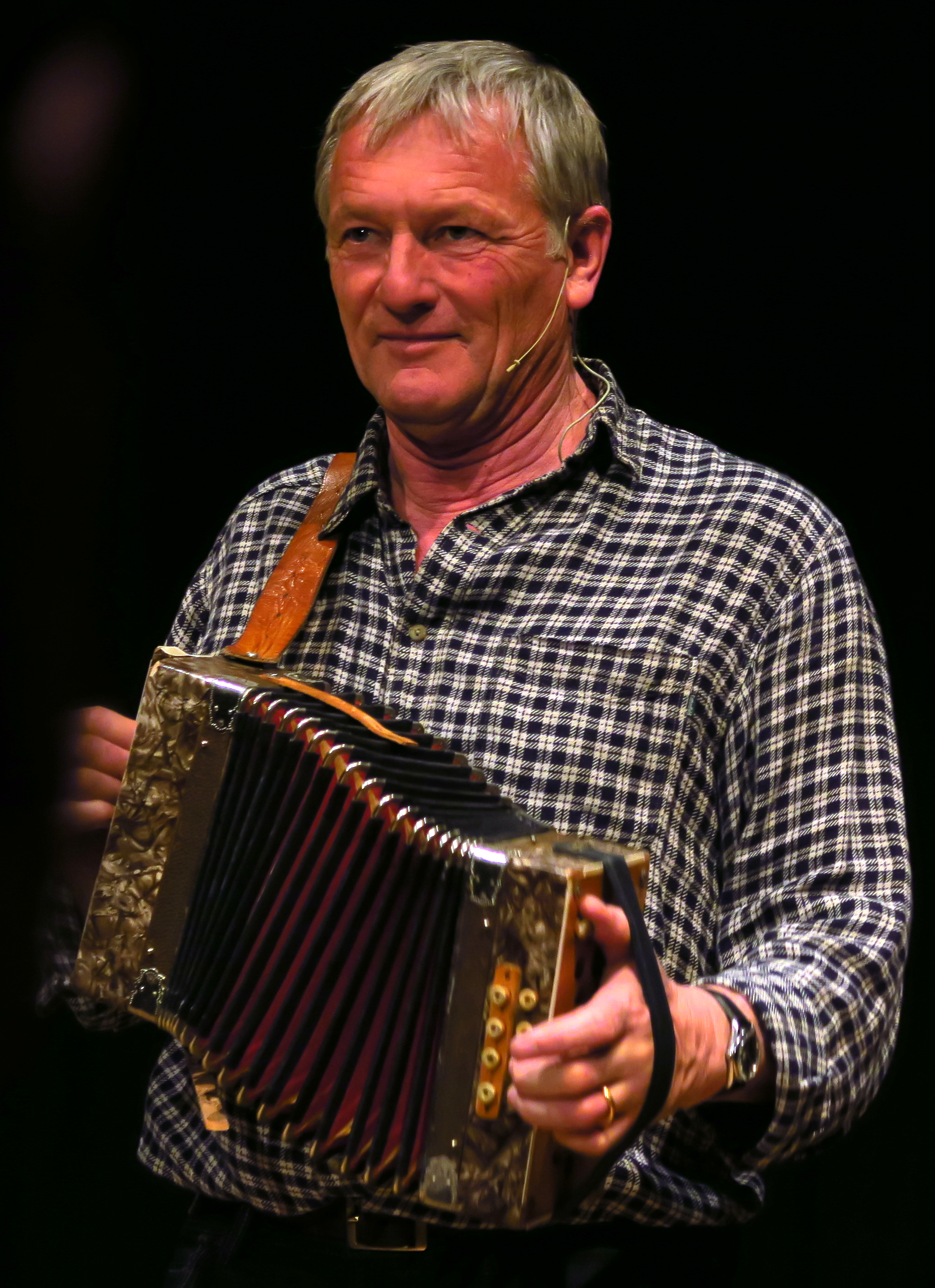
Fuchs-Treff
im März 2016

## Programme
- 2004:  Leben hinterm Mond

- 2005: Heimatflimmern

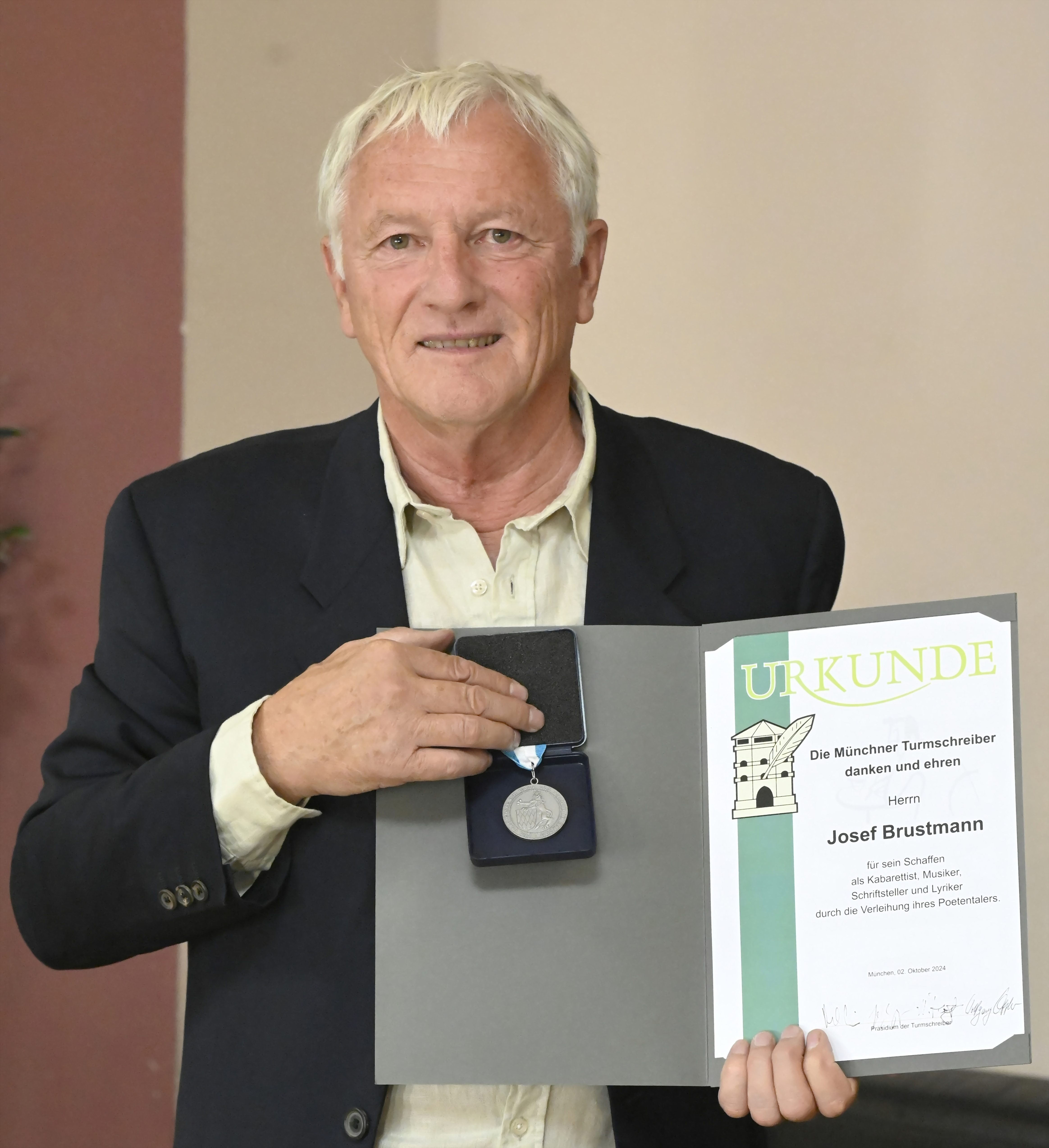
Josef Brustmann, Poetentaler 2024

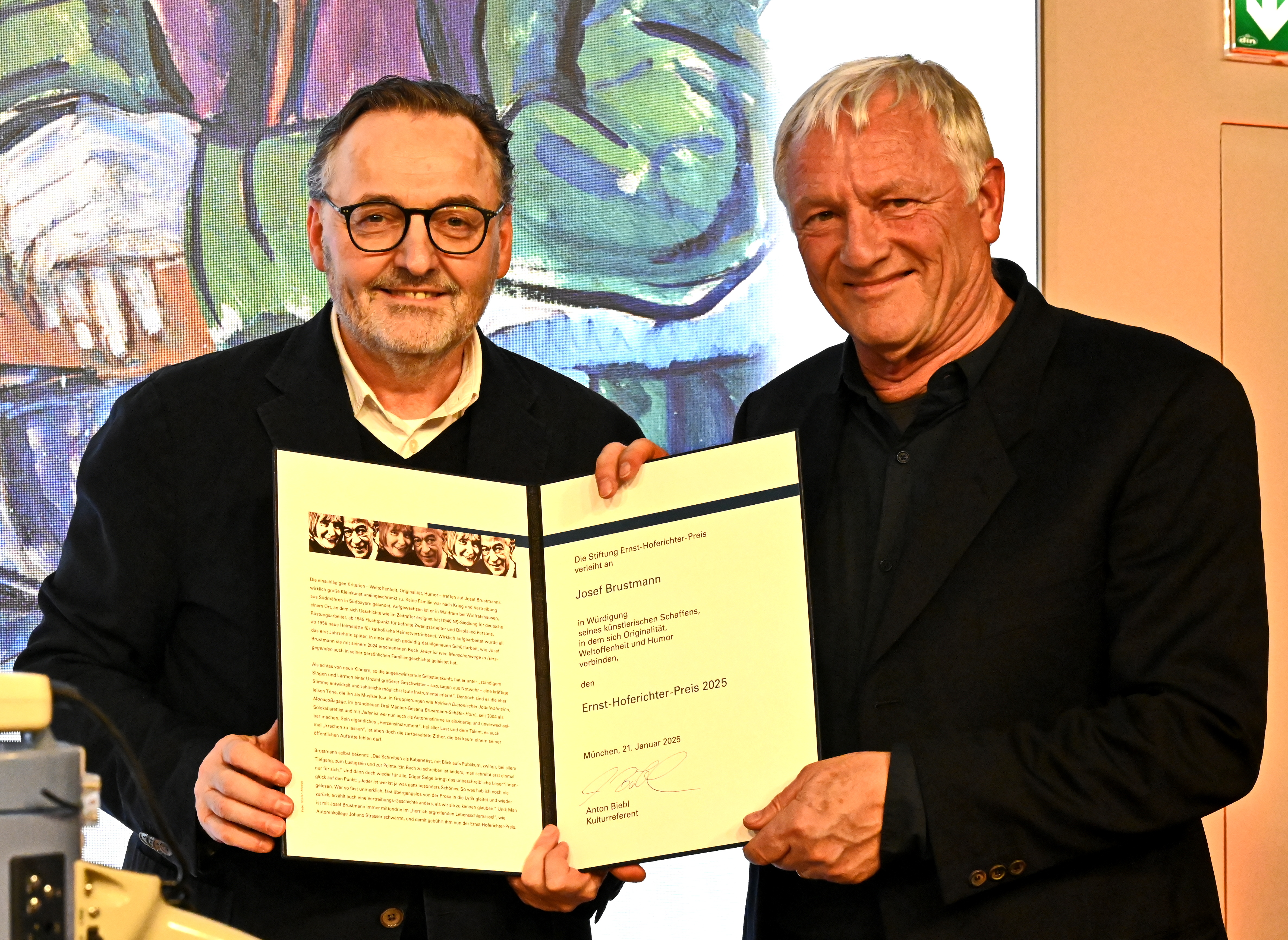
Josef Brustmann erhält den Hoferichter-Preis vom Kulturreferenten Anton Biebl (links)

- 2007: Franz Schubert – Dringend gesucht
- 2008: Schöner Land in Sicht
- 2011: Ich bin so frei
- 2015: Fuchs-Treff – Nix für Hasenfüße
- 2018: Das Leben ist kurz – kauf die roten Schuh‘!

## Diskografie
- 2009 Leben hinterm Mond, Eigenverlag
- 2010 sterbelieder fürs leben, mit Marianne Sägebrecht, hör kunst bei kunst mann, München, ISBN 978-3-88897-695-7
- 2011 Ertrinken ... versinken – Auf den Spuren von König Ludwig II am Starnberger See, Volk-Verlag, München, ISBN 978-3-86222-056-4
- 2016 Traum Sterne Schlaf von und über Roger Willemsen, Eigenverlag
- 2018 Brustmanns Lust, mit Band, Südpolmusik, München

Mit der MonacoBagage:
- 2002 MonacoBagage, (Mini-CD), Eigenverlag
- 2003 Import-Export, Eigenverlag
- 2007 Ach wie Fön, Eigenverlag

Mit dem Bayerisch Diatonischen Jodelwahnsinn:
- 1995 Aus tiefster Brust
- 1996 Ausflug
- 1999 Sägenlieb

## Werke
- 2010: Zinkleim, SchwarzHandPresse, Flaach, Schweiz
- 2012: Starnberger Seeflimmern mit Edwin Kunz, Berg, ISBN 978-3-88132-344-4
- 2017: Gedichte, Eigenverlag
- 2023: Jeder ist wer: Lebenswege: Menschenwege in Herzgegenden, Allitera Verlag, ISBN 978-3-96233-400-0

## Auszeichnungen

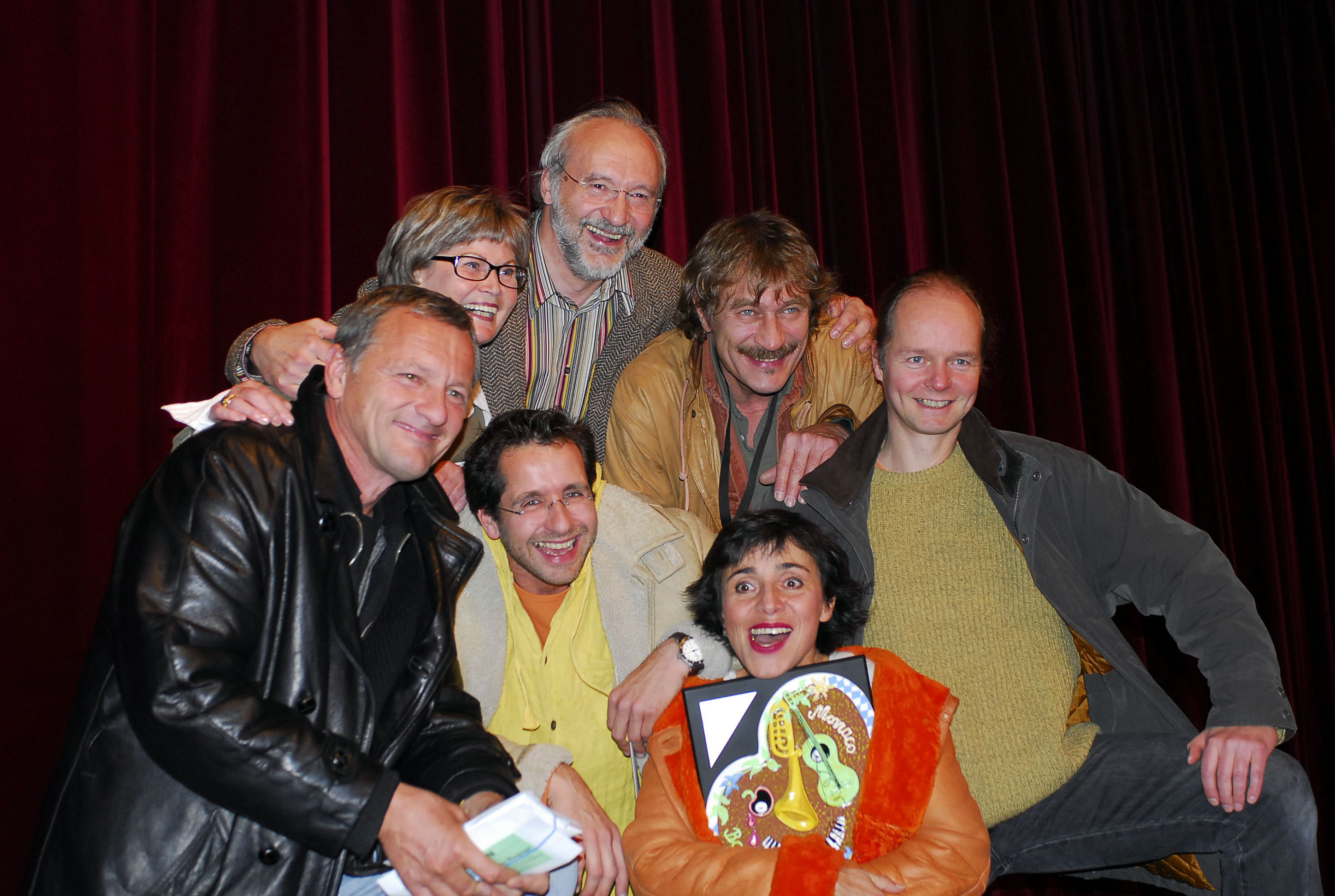
Garchinger Kleinkunstmaske an die MonacoBagage, 2006

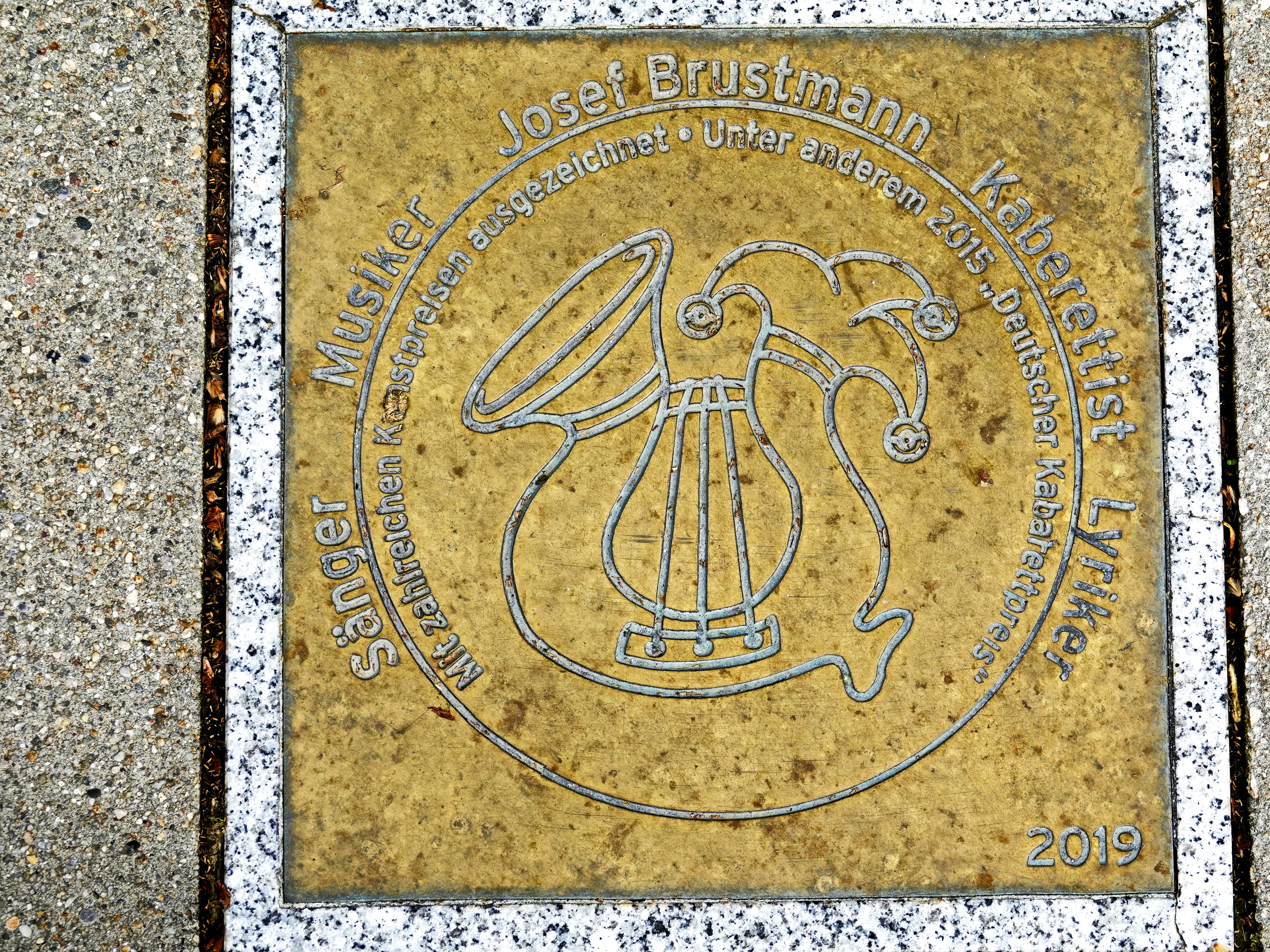
Walk of Fame, 2019

- 2005: Paulaner Solo+, Kabarettpreis für "Leben hinterm Mond"
- tz-Rose für "Schöner Land in Sicht"
- 2015: Deutscher Kabarettpreis, Sonderpreis
- 2018: St.-Prosper Kabarettpreis, 3. Platz
- 2018: Tuttlinger Krähe, Publikumspreis
- 2019: Walk of Fame Wolfratshausen, Ehrenplakette
- 2024: Bayerischer Poetentaler
- 2025: Ernst-Hoferichter-Preis[1]

Mit dem Bairisch Diatonischen Jodelwahnsinn:
- 1998: Garchinger Kleinkunstmaske

Mit der MonacoBagage:
- 2006: Garchinger Kleinkunstmaske
- 2006: Thüringer Kleinkunstpreis